# Vučja Lokva
Vučja Lokva (em cirílico: Вучја Локва) é uma vila da Sérvia localizada no município de Novi Pazar, pertencente ao distrito de Ráscia, na região de Stari Vlah, Ráscia e Sanjaco. A sua população era de 9 habitantes segundo o censo de 2011.

## Demografia
| 1948 | 1953 | 1961 | 1971 | 1981 | 1991 | 2002 | 2011 |
| ---- | ---- | ---- | ---- | ---- | ---- | ---- | ---- |
| 222  | 278  | 256  | 245  | 242  | 113  | 15   | 9    |